# 破戒 (小説)
『破戒』（はかい）は、島崎藤村の長編小説。誰よりも早く自我に目覚めた者の悲しみという藤村自身の苦悩を主人公に仮託しつつ、社会的なテーマを追求した作品とされる。1905年（明治38年）、小諸時代の最後に本作を起稿。翌年の1906年3月、「緑蔭叢書」の第1編として自費出版。
藤村が小説に転向した最初の作品で、日本自然主義文学の先陣を切った。夏目漱石は、『破戒』を「明治の小説としては後世に伝ふべき名篇也」（森田草平宛て書簡）と評価した。

## あらすじ
明治後期、信州小諸城下の被差別部落に生まれた主人公・瀬川丑松は、その生い立ちと身分を隠して生きよ、と父より戒めを受けて育った。その戒めを頑なに守り成人し、小学校教員となった丑松であったが、同じく被差別部落に生まれた解放運動家、猪子蓮太郎を慕うようになる。丑松は、猪子にならば自らの出生を打ち明けたいと思い、口まで出掛かかることもあるが、その思いは揺れ、日々は過ぎる。やがて学校で丑松が被差別部落出身であるとの噂が流れ、更に猪子が壮絶な死を遂げる。
その衝撃の激しさによってか、同僚などの猜疑によってか、丑松は追い詰められ、遂に父の戒めを破りその素性を打ち明けてしまう。そして丑松はアメリカのテキサスでの事業を持ちかけられ、ひとまず東京へと旅立つ。

## 西洋文学の影響
ドストエフスキーの『罪と罰』に構成が似ていると、刊行当時から言われており、現在もこの説が主流だが、十川信介は、ユダヤ人問題を扱ったジョージ・エリオットの『ダニエル・デロンダ』との関連を示唆している。（十川『島崎藤村』筑摩書房、1977）

## 他の作品への影響
この作品（特に丑松が生徒に素性を打ち明ける場面）は、住井すゑの『橋のない川』でも取り上げられ、誠太郎をはじめとする登場人物の間で話題に上っている。この中で誠太郎は、丑松が素性を打ち明ける際、教壇に跪いて生徒に詫びていることを批判的に捉えている。

## 出版史
自費出版されたこの作品は、1913年4月、高額（当時の2,000円）で新潮社が買い取り出版した。次に出版されたのは1922年2月で、『藤村全集』第3巻（藤村全集刊行会）に収録された。藤村は巻末に「可精しく訂正」したとしているが、実際には多少の語句の入れ替えを行ったのみであった。
1929年には、『現代長編小説全集』第6巻（新潮社）の「島崎藤村篇」で「破戒」が収録された。ここにおいては、藤村はこの作品を「過去の物語」としている。これは当時、全国水平社が部落解放運動を展開し、差別的な言動を廃絶しようとする動きがあったことを意識している。これも一部の組織から圧せられて、やがて絶版になったという。水平社は後に言論の圧迫を批判し、『破戒』に対しても「進歩的啓発の効果」があげられるとし、評価している。そして1938年に、「『破戒』の再版の支持」を採択した。
こうして翌年『定本藤村文庫』第10篇に「破戒」が収録されたが、藤村はその際に一部差別語などを言い換えたり、削除している。これを部落解放全国委員会が、呼び方を変えても差別は変わらないとして批判した。1953年、『現代日本文学全集』第8巻（筑摩書房）の「島崎藤村集」に、初版を底本にした「破戒」が収録された。委員会は、筑摩書房の部落問題に悩む人々への配慮のなさを指摘し、声明文を発表した。1954年に刊行された新潮文庫版『破戒』も、1971年の第59刷から初版本を底本に変更している。

## 登場人物
瀬川丑松
本作の主人公。飯山の小学校に奉職する青年教師である。子どもたちから慕われる人格者だが、旧弊な考えを持つ校長からは煙たがられている。穢多の出自を固く隠しながら生きてきた。
猪子蓮太郎
穢多の出自だが「我は穢多なり。」と世に公言する思想家。病体ながらも下層社会の現実を精力的に告発する姿は「新平民中の獅子」として世に知られている。丑松が敬慕する人物である。友人の市村弁護士の選挙支援のため飯山にやってくる。
お志保
風間敬之進の娘。貧苦のため蓮華寺に預けられている。蓮華寺に下宿を移した丑松と知り合い恋慕の情を持つ。
土屋銀之助
丑松の親友である青年教師。師範学校の同窓であり共に飯山の小学校に奉職する。闊達な気性の持ち主。夢は植物学者。
校長
丑松が務める小学校の校長。金牌を授与された地域の名士だが、新しい教育観を持つ丑松と銀之助を煙たがる一面を持つ。
奥様
蓮華寺の住職夫人。話好きで明朗な女性だが住職の女狂いに悩む。
蓮華寺
蓮華寺の住職。檀家の信頼厚く見識高い人物。隠れた異常性癖の持ち主であり、作中で「破戒」を犯す。
勝野文平
丑松の同僚の青年教師。郡視学の伯父を持つことから校長とは親しい。
風間敬之進
士族出身の老教師。丑松と同じ飯山の小学校に務めるが、酒びたりの生活が祟り恩給が貰える半年前に学校を去る。後妻との間の子を多くもうけたため家は貧苦に苦しんでいる。お志保と省吾は死んだ前妻の子。
高柳利三郎
新進政事家。選挙資金のため穢多の大尽の娘を娶るがそれを世間にひた隠しする。飯山から代議士の選挙に打って出る。
省吾
風間敬之進の息子。丑松の受け持ちのクラスの生徒。温厚な性格の持ち主だが継母との間柄は良くない。
丑松の父
小諸の穢多町の「お頭」（長吏頭）として知られたが、丑松が幼少の頃に北佐久の根津村に家族を率いて移り住む。移住後は出自を隠しながら山間の牧場で牧夫として生業を立てて暮らした。物語の中盤に死去する。

### 登場人物のモデル
この作品の登場の4年前に、被差別部落出身でありながら「出自」を正々堂々明らかにしていたといわれる兵庫県柏原中学校校長の大江礒吉が死去した。大江礒吉は、1868年生まれで、島崎藤村と同じく長野県出身である。
島崎藤村の小説「破戒」の登場人物のモデルとしている文献やサイトがある。
瀬川丑松のモデルとしては、最後に「出自」を明らかにして許しを請う行為は、大江礒吉のイメージにそぐわないという意見もある。
被差別部落出身の地域政治家の猪子蓮太郎のモデルとしている文献もある。正々堂々と「出自」を公表した態度は、教育者としての大江礒吉と共通するものがある。
土屋銀之助は、諏訪高島小学校の教諭であった青年時代の伊藤長七がモデルである。

## 映画化作品

### 1948年版
『破戒』は、1948年公開の日本映画である。松竹製作・配給、モノクロ、スタンダード。

#### 概要 (1948年版)
終戦直後、阿部豊監督が東宝で久板栄二郎の脚本、早坂文雄の音楽で映画化に挑んだ。丑松役に池部良、土屋銀之助役に大日方伝、お志保役に高峰秀子を迎えて撮影が行われたが、1948年に東宝争議が発生し、制作が中断された。その代わり松竹が木下惠介監督で製作を引き継いだ。丑松役は池部だが、お志保役は木下の前監督作『肖像』で映画デビューした桂木洋子を迎えた。そのほか民衆芸術劇場や俳優座の俳優を起用した。
原作は部落差別問題を中心に描いているが、本作はこの問題には深入りはせずに、丑松とお志保の恋物語として、抒情的に描かれている。第22回キネマ旬報ベスト・テン第6位。第3回毎日映画コンクール監督賞、助演賞受賞。

#### 出演 (1948年版)
- 瀬川丑松：池部良（東宝）
- お志保：桂木洋子
- 猪子蓮太郎：滝沢修（民衆芸術劇場）
- 土屋銀之助：宇野重吉（民衆芸術劇場）
- 町会議員金縁めがね：清水将夫（民衆芸術劇場）
- 郡視学：加藤嘉（民衆芸術劇場）
- 高柳利三郎：小澤栄太郎（俳優座）
- 校長：東野英治郎（俳優座）
- 丑松の叔父：松本克平（俳優座）
- 町会議員白ひげ：永田靖（俳優座）
- 蓮華寺の奥さん：東山千栄子（俳優座）
- 猪子夫人：村瀬幸子（俳優座）
- 丑松の父：薄田研二（新協劇団）
- 風間敬之進：菅井一郎（東宝）
- 勝野文平：山内明
- 小諸の町会議員：寺島雄作
- 僧侶：玉島愛造
- 部落の青年：青山宏
- 高柳夫人：西川寿美
- 丑松の叔母：岡田和子
- 旅館の女中：村上記代
- 女教員：関谷芳江
- 教員：保瀬英二郎、加藤秀樹、笹川富士夫
- 下宿の亭主：宮武要
- 下男：若修作
- 旦那：藤田良
- 呉服やの番頭：片山一郎

#### スタッフ (1948年版)
- 監督：木下惠介
- 脚本：久板栄二郎
- 製作：小倉浩一郎
- 撮影：楠田浩之
- 音楽：木下忠司
- 美術：本木勇
- 編集：相良久
- 助監督：小林正樹

#### 映像ソフト (1948年版)
| 発売日        | レーベル | 規格 | 規格品番 | 備考                   |
| ------------- | -------- | ---- | -------- | ---------------------- |
| 2012年7月25日 | 松竹     | DVD  | DB-0616  | 木下惠介DVD-BOX 第二集 |

### 1962年版
『破戒』は、1962年4月6日に公開された日本映画である。大映製作・配給、モノクロ、大映スコープ。併映は『裁かれる越前守』。

#### 受賞 (1962年版)
- 第36回キネマ旬報ベストテン第4位
- 第17回毎日映画コンクール監督賞、脚本賞、助演女優賞
- 第13回ブルーリボン賞監督賞、女優助演賞、ベストテン入選
- NHK映画賞作品賞、監督賞
- 芸術選奨
- シナリオ賞
- 日本映画記者会賞最優秀日本映画

#### 概要 (1962年版)
大映の時代劇スター・市川雷蔵の市川崑監督作3回目の主演作品で、『炎上』の吃音の青年役、『ぼんち』の女遍歴を重ねる息子役に続いて被差別部落出身の青年という難役を演じた。また、雷蔵の推薦で起用された藤村志保のデビュー作でもあり、芸名は原作の島崎藤村と演じた役のお志保から取っている。監督の市川崑にとっては、助監督時代に阿部豊監督や久板栄二郎、早坂文雄と一緒に長野県でシナリオハンティングまでやりながら東宝争議で実現しなかった原作の映画化である。元は大映の社長である永田雅一から、雷蔵主演で映画を1本作るよう企画の打診があり、日本テレビで同作のドラマ版の撮影を終えたばかりだった市川が映画化を提案した。永田自身は原作を知らなかったが、市川から勧められて日テレ版を途中から視聴して「あれは泣ける。ぜひやってくれ」と映画化を承諾したことで製作が開始された。

#### 演出 (1962年版)
市川監督は、先に公開された木下監督の映画との違いを見せるために、木下版では控えられていた、登場人物の1人である猪子蓮太郎とその妻が抱える差別問題を主題にしたが、原作とは異なったアプローチで描かれており、「差別をするなと訴えるだけじゃなくて、自分たちがもっと自信を持てばいいじゃないか、ただ悲しむだけじゃなくて、もっと強くなれ、そしたらいつか同じ立場になる、というテーマを新しく付け加えた」と後に証言している。また、主人公が壇上で教え子たちに自身の生い立ちを告白する場面は、直前に収録していたドラマ版で、子供たちの号泣で録音が難航した経験から、教え子たちの顔などをカットバックさせず、カメラを長回しの据え置きにした状態で撮影した主人公の告白場面に、教え子たちの啜り泣きを控えめに挿入するという、思い切った音響処理が採られている。

#### 出演 (1962年版)
- 瀬川丑松：市川雷蔵
- 土屋銀之助：長門裕之
- 風間敬之進：船越英二
- お志保：藤村志保
- 猪子蓮太郎：三國連太郎
- 蓮華寺住職：中村鴈治郎
- 猪子の妻：岸田今日子
- 校長：宮口精二
- 丑松の叔父：加藤嘉
- 住職夫人：杉村春子
- 年配の牧夫：見明凡太朗
- 高柳利三郎：潮万太郎
- 丑松の父：浜村純
- 鷹匠館女将：浦辺粂子
- 役名不明：北原文枝、伊達三郎、寺島雄作、夏木章、里木三郎、小松みどり、南部彰三、木村玄、小南明、玉置一惠、浜田雄史、井上武夫、菊野昌代士、岩田正、三木譲、住永清治、谷口和子、小林加奈枝、沖時男、加茂良子

#### スタッフ (1962年版)
- 監督：市川崑
- 脚本：和田夏十
- 製作：永田雅一
- 企画：藤井浩明
- 監修：松本治一郎
- 原作：島崎藤村
- 撮影：宮川一夫
- 音楽：芥川也寸志
- 美術：西岡善信
- 照明：岡本健一
- 録音：大角正夫[2][3]
- 編集：西田重雄
- 助監督：中村倍也、渡辺実
- 製作主任：橋本正嗣

#### 映像ソフト (1962年版)
| 発売日         | レーベル | 規格    | 規格品番   |
| -------------- | -------- | ------- | ---------- |
| 1994年9月9日   | 大映     | VHS     | HTH-1211   |
| 2008年11月21日 | KADOKAWA | DVD     | DABR-0493  |
| 2012年11月16日 | KADOKAWA | Blu-ray | DABA-90897 |

### 2022年版
『破戒』は2022年7月8日に公開された日本映画。監督は前田和男、脚本は加藤正人と木田紀生、主演は間宮祥太朗。約60年ぶりに映画化された。

#### キャスト (2022年版)
- 瀬川丑松：間宮祥太朗
- 志保：石井杏奈[4]
- 土屋銀之助：矢本悠馬[4]
- 勝野文平：七瀬公
- 猪子蓮太郎：眞島秀和[4]
- 丑松の父：田中要次
- 風間敬之進：高橋和也
- 高柳利三郎：大東駿介
- 蓮華寺住職の妻：小林綾子
- 蓮華寺住職：竹中直人
- 校長：本田博太郎
- 大日向：石橋蓮司
- 役名不明：北島美香、ウーイェイよしたか、山口ゆか、大八木凱斗、請園裕太、牛丸裕司、桑原良二、重光萬石、石田星空、斎藤汰鷹、颯真、北口栄貴、山口大介、波多野桔平、山本悠央、藤枝優希、笠松祐介、田辺ひと心、松原由紀子、鳩野景、當島未来、高島和男、柴田善行、西村匡生、峰蘭太郎、伊庭剛

#### スタッフ (2022年版)
- 原作：島崎藤村
- 監督：前田和男
- 脚本：加藤正人、木田紀生
- 音楽：かみむら周平
- 製作：東映
- 制作プロダクション：東映京都撮影所
- 制作協力・宣伝・配給：東映ビデオ
- 企画・製作：全国水平社創立100周年記念映画製作委員会

#### 映像ソフト (2022年版)
| 発売日       | レーベル   | 規格    | 規格品番  |
| ------------ | ---------- | ------- | --------- |
| 2023年2月8日 | 東映ビデオ | DVD     | DSTD20695 |
| 2023年2月8日 | 東映ビデオ | Blu-ray | BSTD20695 |

## テレビドラマ化作品

### 1954年版
1954年6月4日18:15 - 18:45に、日本テレビで放送。

### 1961年 NETテレビ版
1961年1月22日20:00 - 21:00に、NETテレビ系列『NECサンデー劇場』枠で放送。
出演
木村功、織本順吉、中村伸郎、中原ひとみ、小夜福子、若宮忠三郎、恩田清二郎、浅野進治郎

### 1961年 日本テレビ版
1961年11月3日 - 12月29日22:00 - 22:30に、日本テレビ系列『文芸アワー』枠で放送。全9回。
日本テレビの芸能局長をしていた作家の阿木翁助が、同局で『恋人』や『檸檬』といった単発ドラマの演出を手掛けていた市川崑にオファーをかけ、市川が原作のドラマ化を望んで映像化した。市川にとっては初の連続ドラマの演出作品となった。
- 演出：市川崑
- 脚本：和田夏十

出演
市川染五郎、山本礼三郎、中村栄二、黛ひかる、泉大助、芥川比呂志、浜村純、多々良純、中村万之丞、早川研吉